# خاندان میلوسلاوسکی
خاندان میلوسلاوسکی (به روسی: Милосла́вские) یک خاندان اشرافی روسی بود که از سدهٔ چهاردهم تا هجدهم میلادی وجود داشت. میلوسلاوسکی‌ها ارتباط نزدیکی با دودمان سلطنتی رومانوف داشتند و پس از ازدواج ماریا میلوسلاوسکایا با تزار الکسی یکم با آنها آمیخته شدند.

## تاریخچه
مطابق داستان‌هایی از قرن هفدهم، تبار این خاندان به میلوسلاو زیگیزموندوویچ (۱۳۶۷–۱۴۱۹)، بومی لیوونیایی و فرزند چکسموند کورساکا می‌رسد که به همراه سوفیا ویتوفونا، عروس شاهزاده بزرگ واسیلی یکم به مسکو آمد. ونتسلاو، برادر میلوسلاو، بنیان‌گذار خاندان کورساکوف شد. ترنتی فئودوروویچ نوهٔ میلوسلاو، «نام میلوسلاوسکی» را برای خاندان برگزید. او با آنا، دختر شاهزاده‌ای از سلسلهٔ گدیمینوویچ ازدواج کرد. آنا خواهرزادهٔ یوگایوا پادشاه لهستان بود. این خاندان به مرور و تا زمان ایوان سوم در روسیه مسیر ترقی را پیمودند.

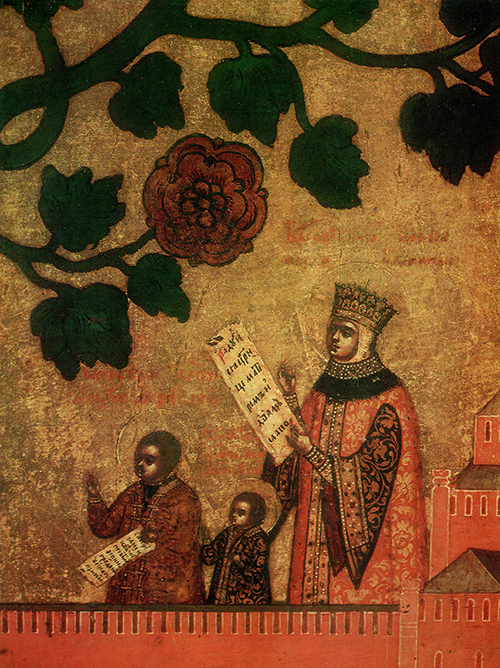
نگاره‌ای از ماریا ملوسلاوسکایا در حال دعا همراه با پسرانش الکسی و فیودور در سال ۱۶۶۸م

این خاندان از طریق ازدواج ماریا میلوسلاوسکایا با تزار الکسی رشد کردند و تمام مناصب مهم دولت را در دست گرفتند. حاصل ازدواج آنها پنج پسر و هشت دختر از جمله دو تزار آیندهٔ روسیه فیودور سوم و ایوان پنجم و تزارونا پرحاشیه سوفیا آلکسیونا بود. بوریس موزوروف، استاد و اولین وزیر الکسی، ده روز پس از ترتیب دادن ازدواج او و ماریا، خودش با خواهر وی آنا میلوسلاوسکایا ازدواج کرد و بدین طریق باجناغ تزار نیز شد.
موقعیت میلوسلاوسکی‌ها پس از مرگ شمار قابل توجهی از فرزندان ماریا و معلولیت مادرزادی پسران زنده ماندهٔ او متزلزل شد. زمانی که ماریا در سال درگذشت وضعیت بدتر شد؛ زیرا تزار الکسی با ناتالیا ناریشکینا از خاندان ناریشکین ازدواج کرد و این خاندان نیز وارد عرصهٔ قدرت شدند. زمانی که پیتر، پسر سالم ناتالیا به دنیا آمد به عنوان یک وارث لایق‌تر مورد توجه قرار گرفت. پس از مرگ الکسی یکم، آرتامون ماتویف نخست تلاش کرد پتر را به عنوان جانشین به اشراف بقبولاند؛ اما بزرگ‌ترین پسر زنده ماندهٔ ماریا یعنی فیودور جانشین شد. وقتی فیودور بدون بر جای گذاشتن جانشینی درگذشت، جنگ قدرت میان دو خاندان آغاز شد. بقا و در قدرت ماندنِ هر کدام از این خاندان‌ها بستگی به این داشت که کدام تزارویچ بر تخت می‌نشیند.
با آنکه بزرگان این بار پتر را به جانشینی برگزیده بودند، میلوسلاوسکی‌ها با برپایی شورشی در مسکو خاندان ناریشکین‌ها را قلع و قمع کردند. ماتویف و دو برادر ناتالیا به قتل رسیدند و بزرگان وادار شدند تا هر دو شاهزاده ایوان و پتر را به‌طور هم‌زمان به عنوان تزار بپذیرند. بدین ترتیب برای ۷ سال دولت روسیه تماماً در اختیار خاندان میلوسلاوسکی به رهبری سوفیا قرار گرفت. تا اینکه قدرت آنان با کودتایی از سوی پتر جوان برای دهه‌ها ساقط شد. از آن زمان نفوذ این خاندان کاهش یافت. با این حال، پس از آن که پتر کبیر نیز بدون وارثی درگذشت، دو تن از منسوبان این خاندان یعنی امپراتریس آنا و ایوان ششم به تخت امپراتوری روسیه نشستند.
خاندان میلوسلاوسکی در سال ۱۷۹۱ با مرگ نیکولای میخایلوویچ منقرض شد.